# Cinquième pouvoir
 (novembre 2008).
Si vous disposez d'ouvrages ou d'articles de référence ou si vous connaissez des sites web de qualité traitant du thème abordé ici, merci de compléter l'article en donnant les références utiles à sa vérifiabilité et en les liant à la section « Notes et références ».
Cet article concerne le terme. Pour le film sur WikiLeaks, voir Le Cinquième Pouvoir.
Le cinquième pouvoir est un terme, apparemment créé par Ignacio Ramonet, qui tente une continuation à la série des trois pouvoirs classiques du Baron de Montesquieu et le quatrième pouvoir, les médias de masse. Le terme cinquième pouvoir peut être utilisé pour désigner Internet, l'opinion publique, le système économique ou simplement la monnaie.

## Internet
Un candidat alternatif serait Internet, qui représente un nouveau genre de mass média social qui ne peut être inclus dans le quatrième pouvoir, à sens unidirectionnel plus étroit.
Toujours d'après Ramonet, les utilisateurs d'Internet collaborent jusqu'à former un puissant moteur de débat et de militantisme démocratique. Avec la mondialisation, le XXIe siècle aura enfin le potentiel d'apporter la communication et l'information à tous : aujourd'hui[Quand ?] 2 milliards de personnes ont accès à une connexion internet. Cela représente les deux septièmes de la population mondiale. La personne de l'année du magazine Time pour 2006 va dans ce même sens.

## Systèmes économiques
Si, par cinquième pouvoir, on parle d'un système économique, c'est pour désigner le pouvoir qu'un gouvernement exerce dans le domaine économique à travers des entreprises publiques et les mécanismes d'intervention économique qui est essentiellement financier. Historiquement, la relation entre pouvoir et économie a été définie par une optique étroite, celle du mercantilisme du Moyen Âge. Cependant, depuis le krach de 1929, quatre positions contemporaines ont émergé :
- Le Libéralisme économique défend un État minimal qui se restreint à la législation qui facilite le fonctionnement des marchés libres. Ce système, d'abord proposé par Adam Smith, a gagné du terrain dans l'esprit de la mondialisation qui prévaut depuis la chute du mur de Berlin. Ainsi Milton Friedman soutient la séparation des pouvoirs économiques et politique : « Consequently, if economic power is joined to political power, concentration seems almost inevitable. On the other hand, if economic power is kept in separate hands from political power, it can serve as a check and counter to political power. »[3].
- Le communisme propose un contrôle total de l'économie par l'État, y compris l'appropriation des biens de production et la construction d'une économie planifiée.
- Le fascisme défend un État central et un style d'intervention économique autoritaire, communément appelé corporatisme.
- La social démocratie, un genre de régulation gouvernementale des entreprises privées et de la compétition, le commerce équitable, une taxation progressive et des programmes à subventions publiques. Dans ce système, des secteurs stratégiques, comme les transports, l'énergie et le militaire peuvent être publiquement contrôlés.

## Monnaie
Historiquement détenu par l’État, le pouvoir de création monétaire est désormais délégué à des institutions financières indépendantes comme les banques privées. Ces dernières se sont approprié donc de facto un réel pouvoir économique.